# Teona Strugar Mitevska
Teona Strugar Mitevska, née en 1974 à Skopje, est une réalisatrice et scénariste macédonienne.

## Biographie
Entre 6 et 12 ans, Teona Strugar Mitevska commence une carrière d'actrice à la télévision macédonienne et au théâtre. Elle étudie un temps la conception graphique avant de travailler comme directrice artistique, puis s'installe à New York en 1998 pour étudier le cinéma. En 2001, elle est diplômée d'un Master of Film Arts de la Tisch School of the Arts, rattachée à l'Université de New York. 
Réalisatrice engagée, elle se définit telle une FEMARTIVIST, mêlant au féminisme ses engagements et une dimension artistique. Prônant davantage d'égalité dans la création cinématographique, elle cite les travaux de Lucrecia Martel, Claire Denis, Maya Deren, Kira Muratova, Athina Rachel ou Ursula Meier comme exemples à suivre.
Sa sœur l'actrice et productrice Labina Mitevska interprète le personnage d'Afrodita dans le film de son aînée, Je suis de Titov Veles. Vuk Mitevski est spécialisé dans la sculpture, la peinture et la conception graphique. Depuis 2008, il mène également une carrière dans la réalisation de films d'animation. Ensemble, la fratrie créée en 2001, la société de production Sisters and Brother Mitevski Production.

## Carrière professionnelle
En 2001, Teona Strugar Mitevska fait ses débuts en tant que réalisatrice avec le court métrage Veta, lauréat du prix spécial du jury à la Berlinale. 
Son premier long métrage, Comment j'ai tué un saint, est présenté en avant-première lors du Festival international du film de Rotterdam en 2004. Le film présente une partie de la vie macédonienne en 2001, année où l'ex-république yougoslave a contourné la guerre civile avec ses citoyens albanais. L'histoire repose sur l'amour d'un frère et d'une sœur contrarié par des idées politiques différentes. Tourné dans un style caché et voyeuriste pratiquement dépourvu de gros plans, la réalisatrice transmet avec réalisme l'inquiétude omniprésente d'un pays au bord de la guerre civile.

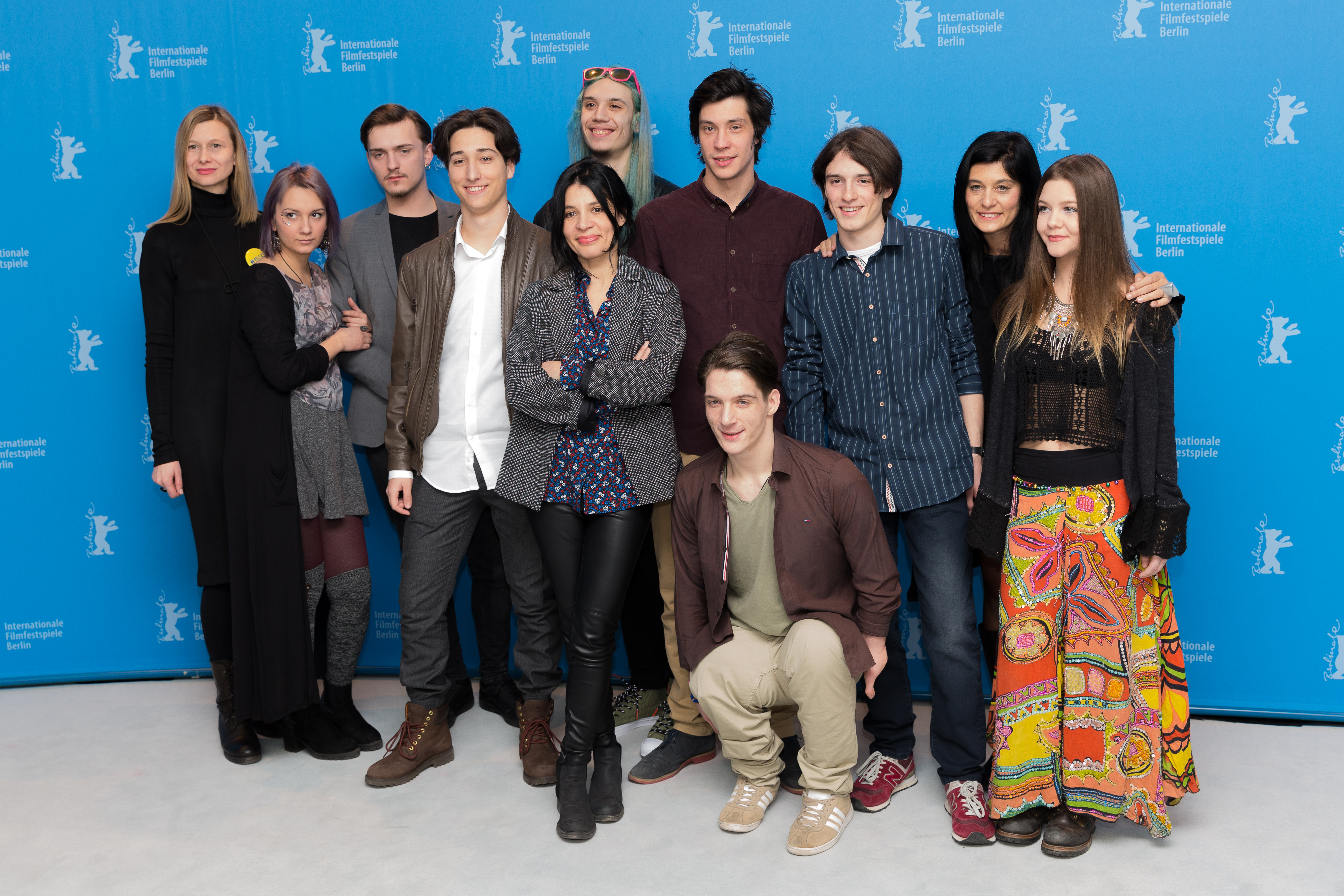
Teona Strugar Mitevska entourée de ses acteurs pour la première mondiale du film When the day had no name à Berlin, en février 2017.

En 2008, Teona Strugar Mitevska retrouve la Berlinale avec Je suis de Titov Veles (Јас сум од Титов Велес, J̌as sum od Titov Veles). Projeté dans plus de 80 festivals à travers le monde, le long métrage a remporté près de 20 prix internationaux. Situé dans la ville pittoresque de Veles, trois sœurs en plein deuil paternel, tentent d'échapper à l'environnement étouffant de leur communauté. Le scénario décrit une histoire contemporaine de désintégration urbaine dans la Macédoine post-communiste.
Dans The Woman Who Brossed Off Her Tears sorti en salles en 2012, Victoria Abril et Labina Mitevska interprètent deux mères de famille dont les histoires personnelles et parallèles convergent malgré une distance géographique certaine. 
En 2017 avec When the day had no name, la réalisatrice s'appui comme point de départ sur un fait réel, le meurtre non résolu de quatre adolescents. Le film vise à explorer le machisme retranché, l'agression et les tensions culturelles qui nuisent à son pays. Le film est projeté en avant-première dans la section Panorama du 67e Festival international du film de Berlin.
En 2019, elle obtient le prix du jury œcuménique de la Berlinale avec Dieu existe, son nom est Petrunya, inspiré par un incident qui a eu lieu en 2014 lorsqu'une femme avait repêché une croix lancée dans un fleuve lors de l'Epiphanie, alors que la tradition réserve ce rituel aux hommes. C'est pour la réalisatrice une occasion de dénoncer la mentalité patriarcale encore présente en Macédoine du Nord.

## Filmographie
- 2001 : Veta (Court métrage)
- 2004 : Comment j'ai tué un saint (Како убив светец, Kako ubiv svetec)
- 2009 : Je suis de Titov Veles (Јас сум од Титов Велес, J̌as sum od Titov Veles)
- 2012 : Louves (The Woman Who Brushed Off Her Tears)
- 2017 : When the day had no name (Кога денот немаше име)
- 2019 : Dieu existe, son nom est Petrunya (Господ постои, името ѝ е Петрунија, Gospod postoi, imeto i' e Petrunija)
- 2022 : L'Homme le plus heureux du monde (Најсреќниот Човек На Светот, Najsreḱniot Čovek na Svetot)

## Distinctions
Parmi une sélection non exhaustive :
- 2001 : Prix spécial du jury, Veta, Panorama Award of the New York Film Academy, Berlinale, Allemagne
- 2001 : Prix du meilleur film étudiant, Veta, Festival international du film de Kiev Molodist, Ukraine
- 2007 : Prix spécial du jury, Je suis de Titov Veles, Festival du film de Sarajevo, Bosnie-Herzégovine
- 2008 : Prix spécial du jury, Je suis de Titov Veles, Lecce Festival of European Cinema, Italie
- 2008 : Prix du meilleur film, Je suis de Titov Veles, Festival international du film Cine Jove de Valence, Espagne
- 2008 : Prix du meilleur film, Je suis de Titov Veles, Eastern Panorama Award, Eastern Panorama
- 2008 : Grand prix du jury et prix du meilleur réalisateur, Je suis de Titov Veles, Festival International du film d'Alexandrie, Égypte
- 2019 : Prix LUX décerné par le Parlement européen et qui récompense une œuvre qui illustre l'universalité des valeurs européennes, la diversité culturelle et le processus de construction continentale, pour Dieu existe, son nom est Petrunya[13].